# Uttenhoffen
Uttenhoffen település Franciaországban, Bas-Rhin megyében. Lakosainak száma 218 fő (2022. január 1.). Uttenhoffen Engwiller, Gumbrechtshoffen, Gundershoffen és Mietesheim községekkel határos.

## Népesség
A település népessége az elmúlt években az alábbi módon változott:
| Lakosok száma | 187  | 195  | 202  | 204  | 206  | 209  | 209  | 212  | 218  |
|               | 2013 | 2015 | 2016 | 2017 | 2018 | 2019 | 2020 | 2021 | 2022 |